# KN Андромеды
KN Андромеды (лат. KN Andromedae) — двойная затменная переменная звезда типа Алголя (EA) в созвездии Андромеды на расстоянии приблизительно 2032 световых лет (около 623 парсеков) от Солнца. Видимая звёздная величина звезды — от +13,1m до +11,7m. Орбитальный период — около 2,2622 суток.

## Характеристики
Первый компонент — жёлто-белая звезда спектрального класса G-F. Радиус — около 2,31 солнечных, светимость — около 6,5 солнечных. Эффективная температура — около 6069 K.